# El Real de la Jara
El Real de la Jara is een gemeente in de Spaanse provincie Sevilla in de regio Andalusië met een oppervlakte van 157 km². In 2007 telde El Real de la Jara 1623 inwoners.